# Briefwaage
Eine Briefwaage ist ein Gerät zur Messung des Gewichts von Briefen.

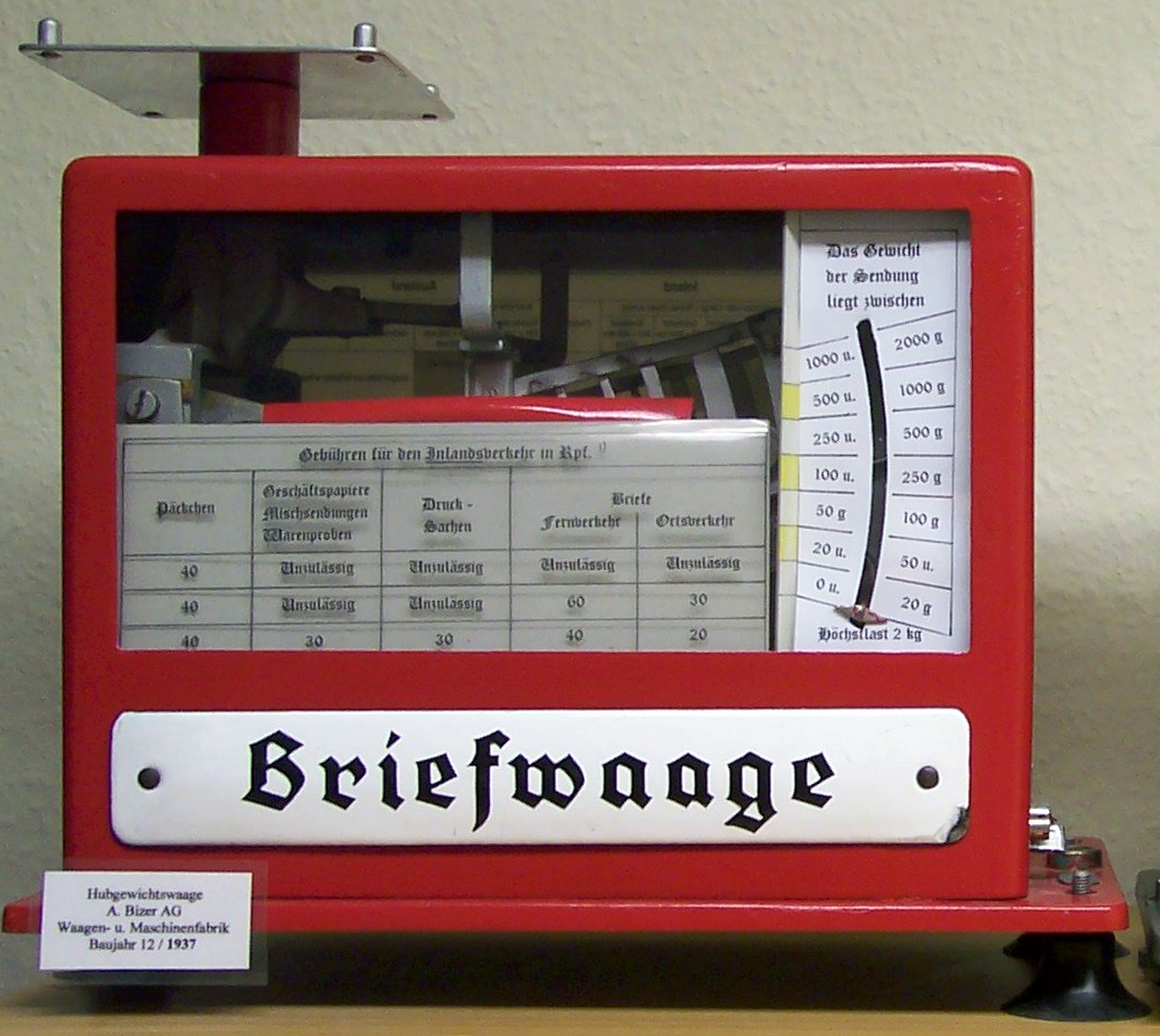
Hubgewichtswaage, wie man sie in deutschen Postfilialen fand. Diese Waage ist aus der Zeit des Dritten Reiches.

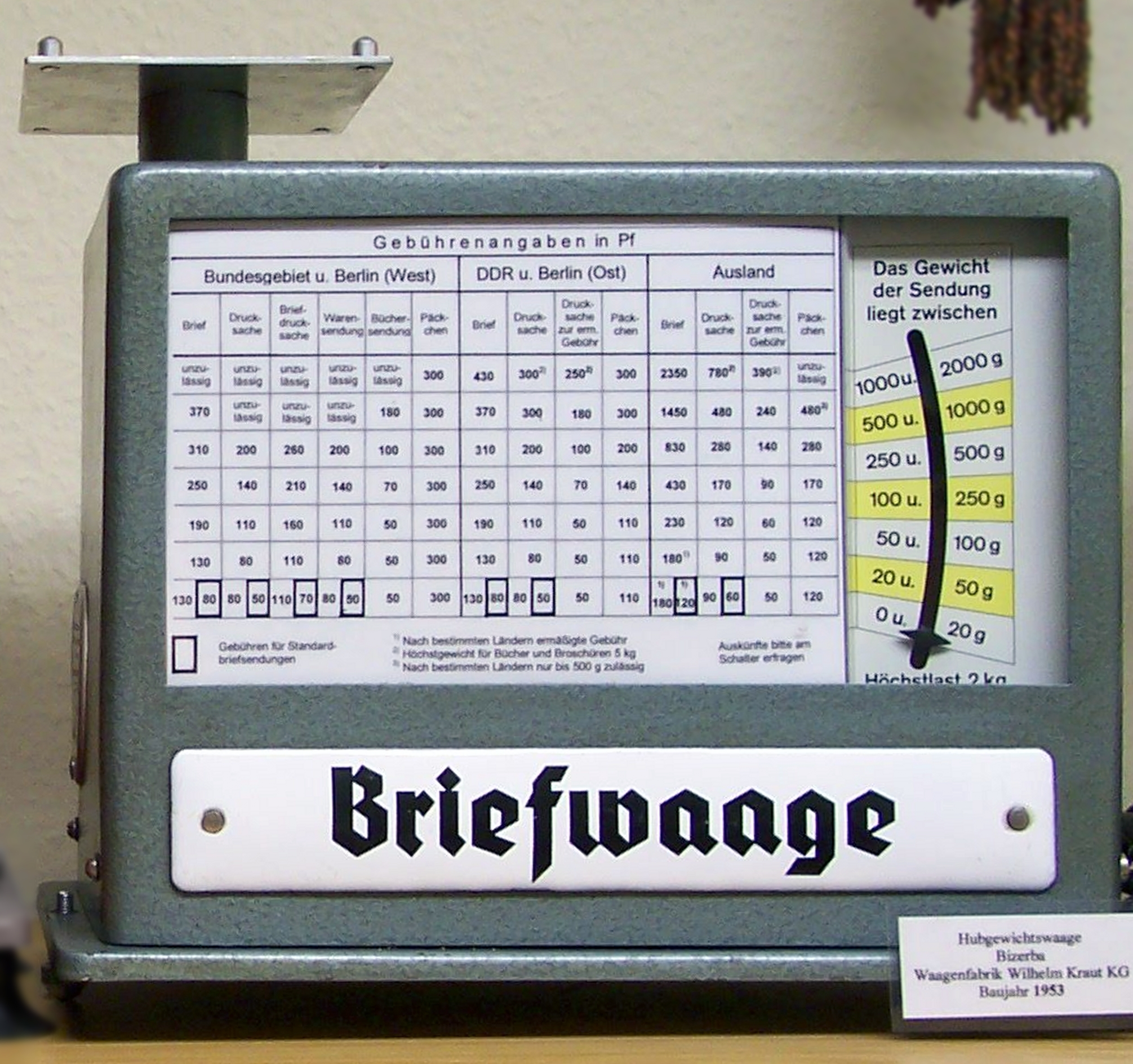
Hubgewichtswaage aus den 1950er Jahren.

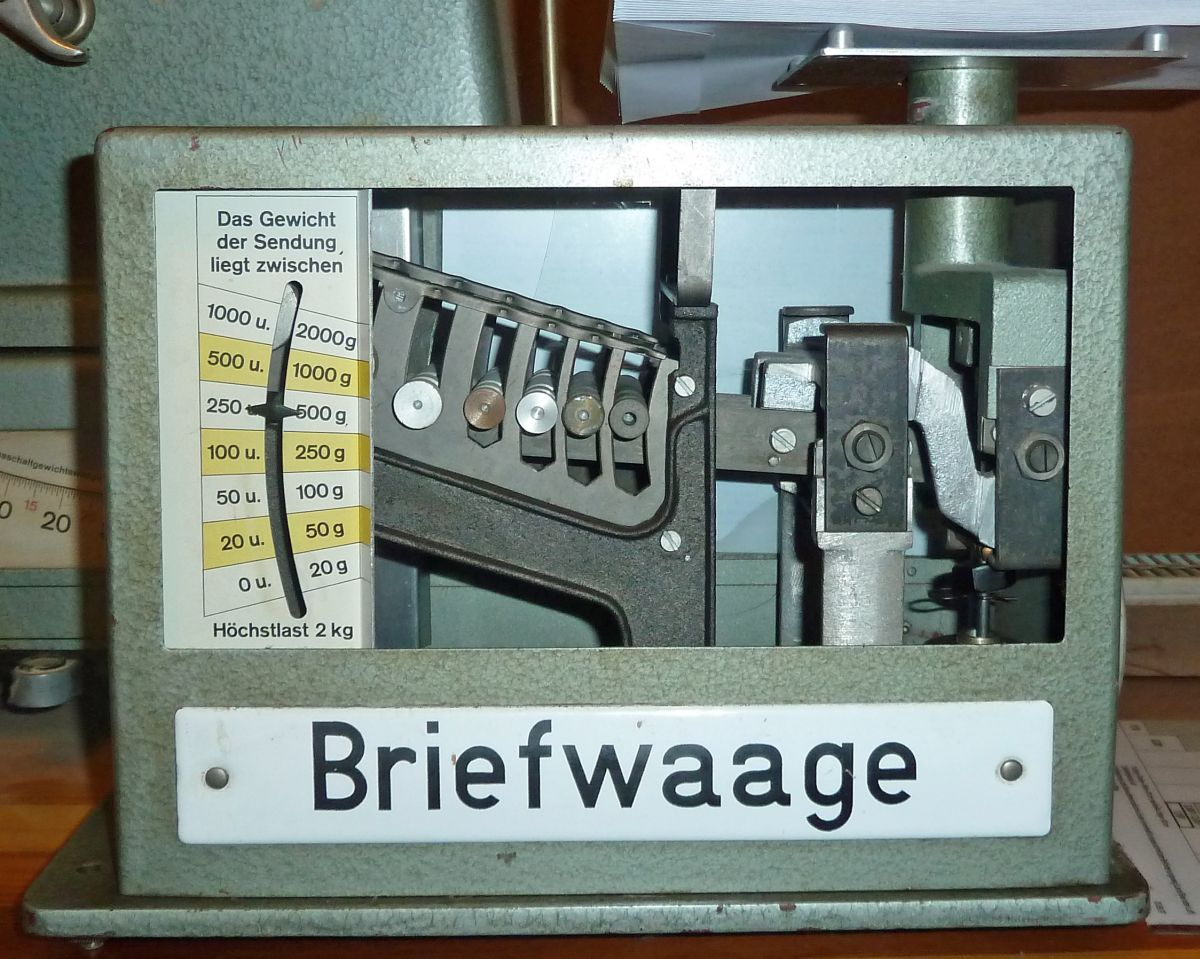
Hubgewichtswaage mit Sicht auf das Innenleben.

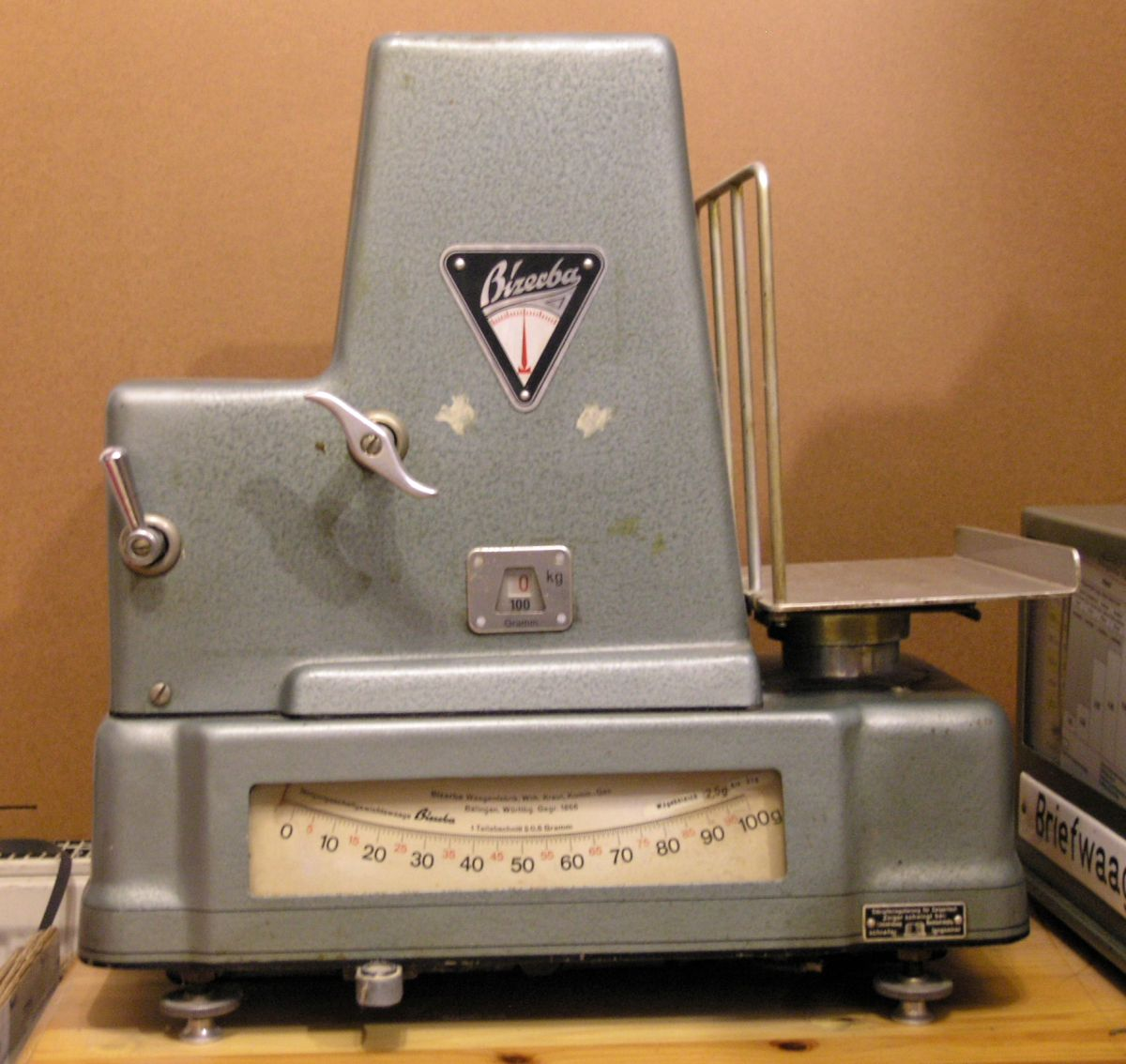
Bizerba Neigungswaage mit zusätzlichem Schaltgewicht, bis 2 kg, Deutsche Bundespost

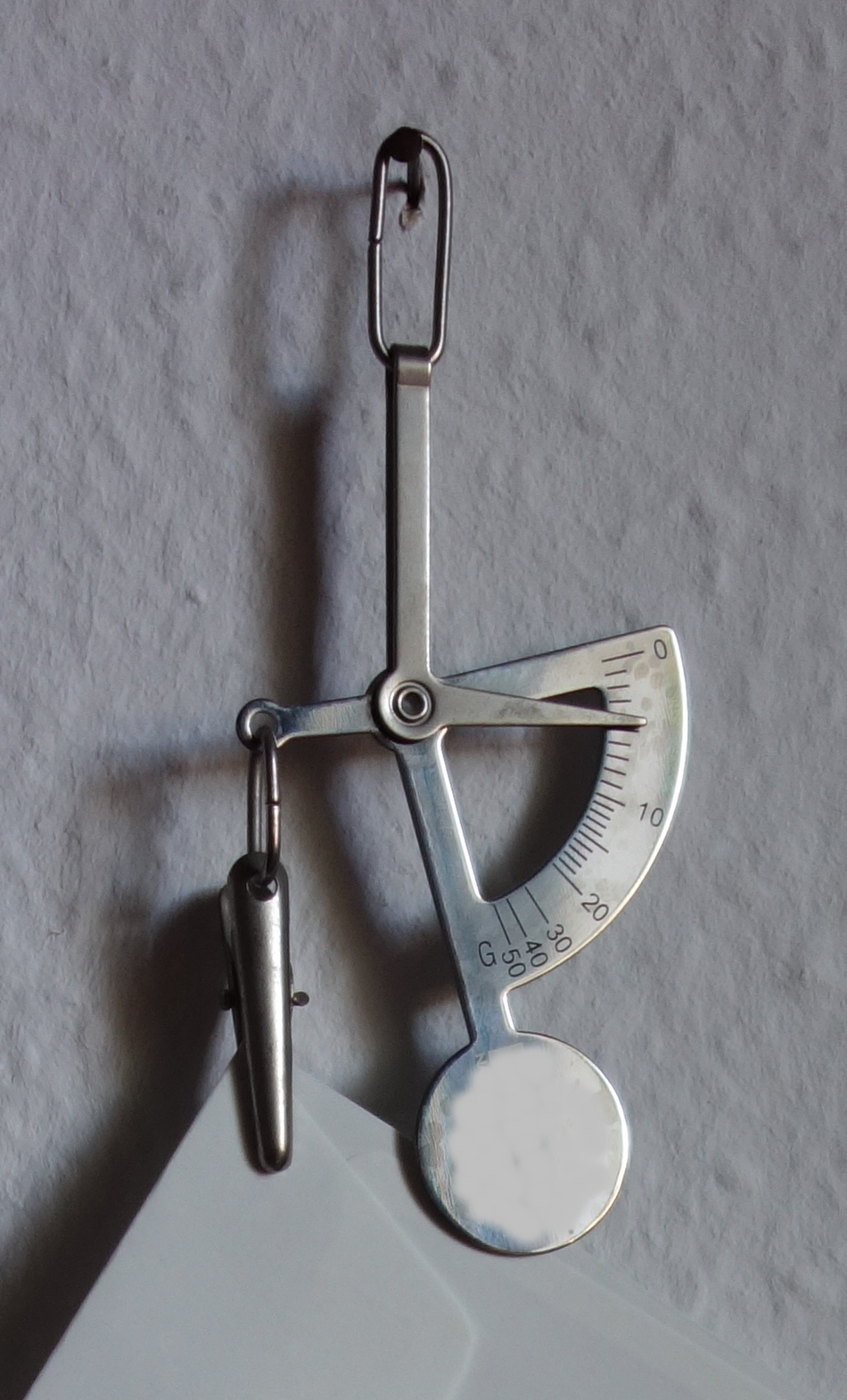
Hänge-Briefwaage für leichte Briefe

## Geschichte
Mit der britischen Postreform des Jahres 1839, bei welcher die Gebühren für die Briefbeförderung von der Entfernung auf das Gewicht des jeweiligen Briefes umgestellt wurde, war es notwendig geworden, das Gewicht der Briefe mittels Briefwaagen festzustellen. 

### Anforderungen
Da bis dahin nichts Vergleichbares vorhanden war, bemühten sich die englischen Geschäftsleute, möglichst einfache Geräte für den täglichen Bedarf zu schaffen, mit deren Hilfe das Gewicht eines Briefes festgestellt werden konnte. 
Am 22. Oktober 1839 schrieb der Postreformer Rowland Hill in sein Tagebuch, dass ihn der Finanzminister beauftragt habe, eine Maschinerie entwickeln zu lassen, mit der es möglich sei, das Gewicht von Briefen festzustellen. Dies sollte zu einem moderaten Preis ermöglicht werden.

### Eine erste Variante
Bereits kurz danach hatte Edwin Hill, der Bruder Rowlands, eine solche Maschine konstruiert, sodass bereits am 26. Oktober dem Finanzminister die Pläne vorgelegt werden konnten. In  Absprache mit Postmitarbeitern wurde Edwin Hill beauftragt, etwa dreißig bis vierzig solcher Waagen zu bauen.
Das Patent an den Waagen verlor danach jedoch an Relevanz und wurde nur noch einmal durch eine Rechnung an die Öffentlichkeit gebracht, die William Mary de Grave & Son für elf Waagen am 5. Januar 1840 stellte.

### Weitere Vorschläge
Die Waage war für Kaufleute und Private noch interessanter als für die Post selber. Etliche Waagenhersteller jener Zeit brachten entsprechende Produkte auf den Markt, die für den Heim- und Bürogebrauch geeignet waren.
Einer der ersten Hersteller war der Publizist und Postreformer Henry Hooper. Bereits im August des Jahres 1839 hatte Hooper ein Patent für eine Briefwaage eingereicht. Die Waagen waren bis zu einem Gesamtgewicht von 4 Unzen vorgesehen und besaßen für jeweils ½ Unze, 1 Unze, 2 und 3 Unzen entsprechende Markierungen.
Es folgten weitere Konzepte, jedoch waren die meisten recht teuer. Etwas günstiger konnte dann die Kerzenständer-Briefwaage von Robert Winfield aus Birmingham angeboten werden. Sie bestand aus einem zentralen Zylinder, in welchem die Feder untergebracht war. Darauf befand sich ein Stutzen mit einer kreisrunden Metallscheibe. Eine senkrechte Sichtscheibe zeigte die Gewichte von 0 bis 4 Unzen an.
Eine Briefwaage, die von Ratcliff hergestellt wurde, war am 12. Februar 1840 von Robert Willis, einem Professor der Cambridge University, als Patent No. 8384 angemeldet worden. Sie bestand aus einem Metallteil auf einem Mahagoni-Sockel. Hier wurden zwar keine Gewichte angezeigt, aber es konnte die jeweilige Gebührenstufe durch Einlegen von Metallteilen auch weit über die 4–5 Unzen hinaus bestimmt werden.
Diese Konstruktionen zeigen die breite Resonanz und Akzeptanz der neuen Gebührenfestlegung. Sie hielten auch in Privathaushalte und Büros ihren Einzug. Parallel dazu entwickelte sich die Postreform. Briefwaagen blieben auch in den folgenden Jahrhunderten in Benutzung.
Die meisten dieser Briefwaagen arbeiten nach dem Prinzip der Neigungswaage, später wurden Briefwaagen auch mit Federn oder elektronischen Messsystemen aufgebaut (siehe Dehnungsmessstreifen). Aktuell sind in Privathaushalten eher Neigungswaagen und Federwaagen zu finden, in automatisierten Abfertigungsanlagen jedoch elektronische Systeme.

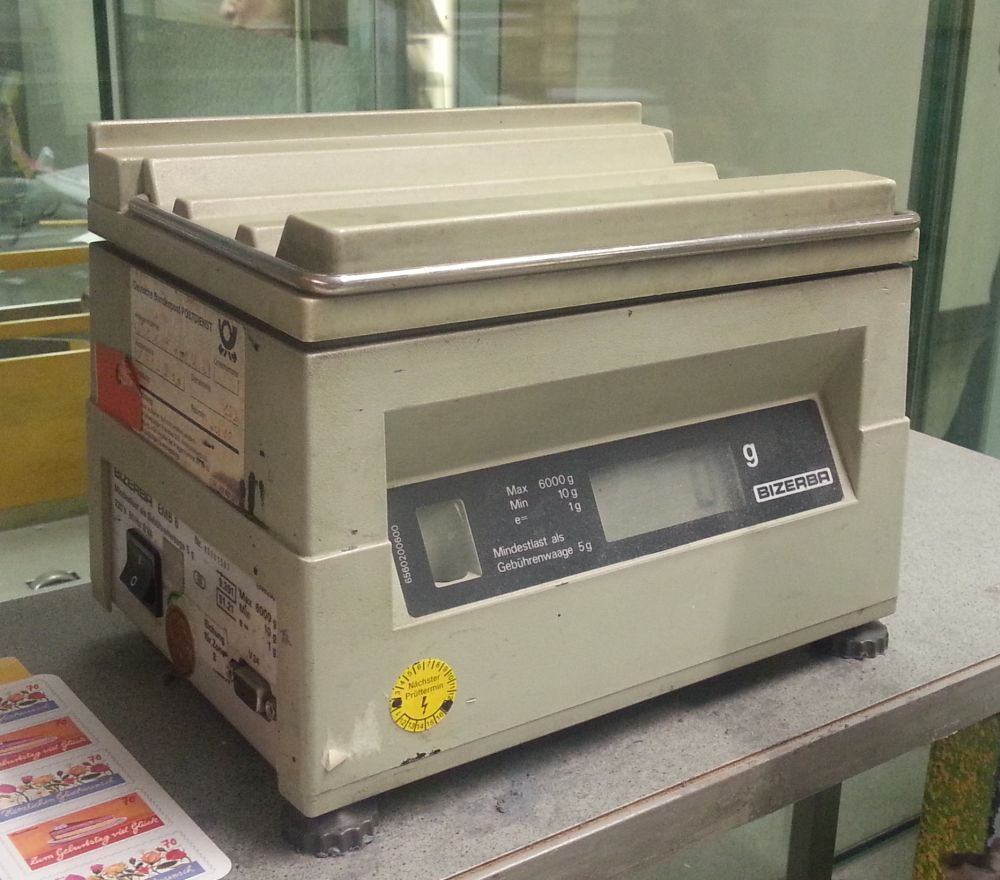
Die erste Digitalwaage der Deutschen Post aus den 1990er Jahren, bis 6 kg
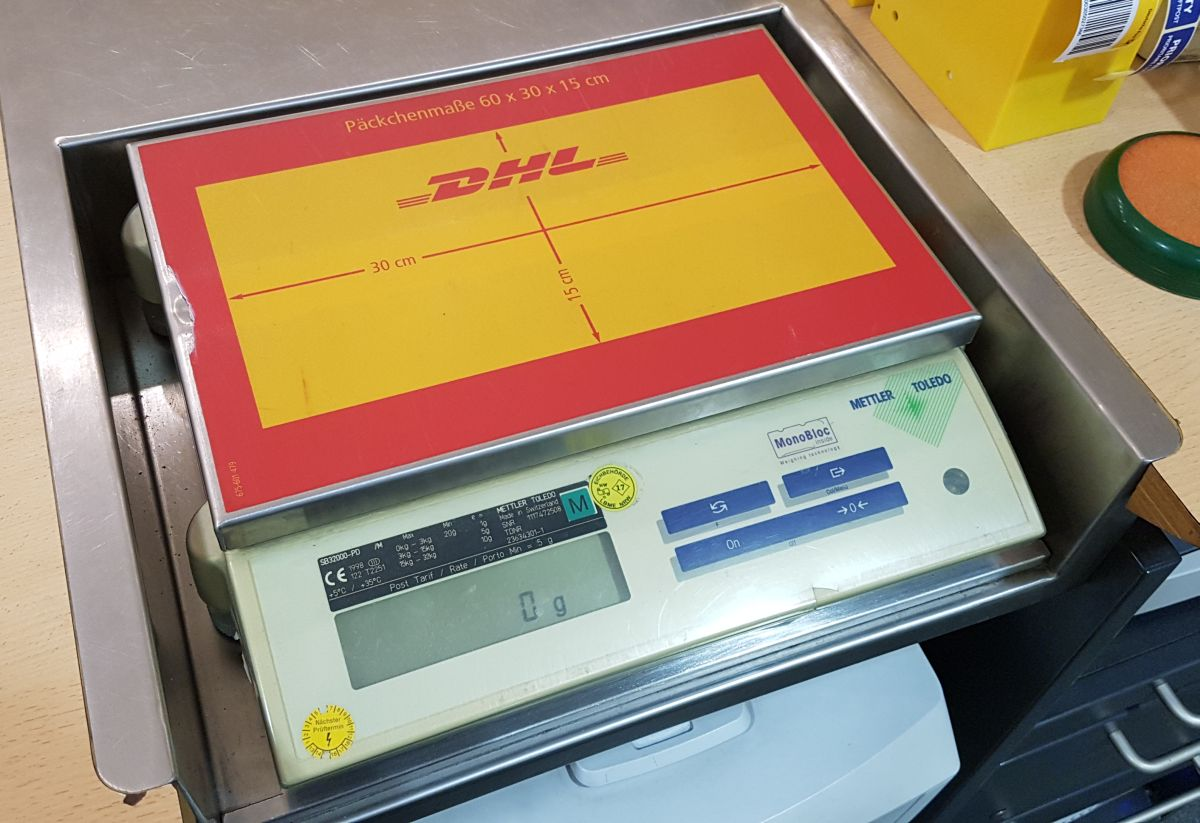
Digitale Brief- und Paketwaage bis 32 kg der DPDHL, ab Ende des 20. Jahrhunderts
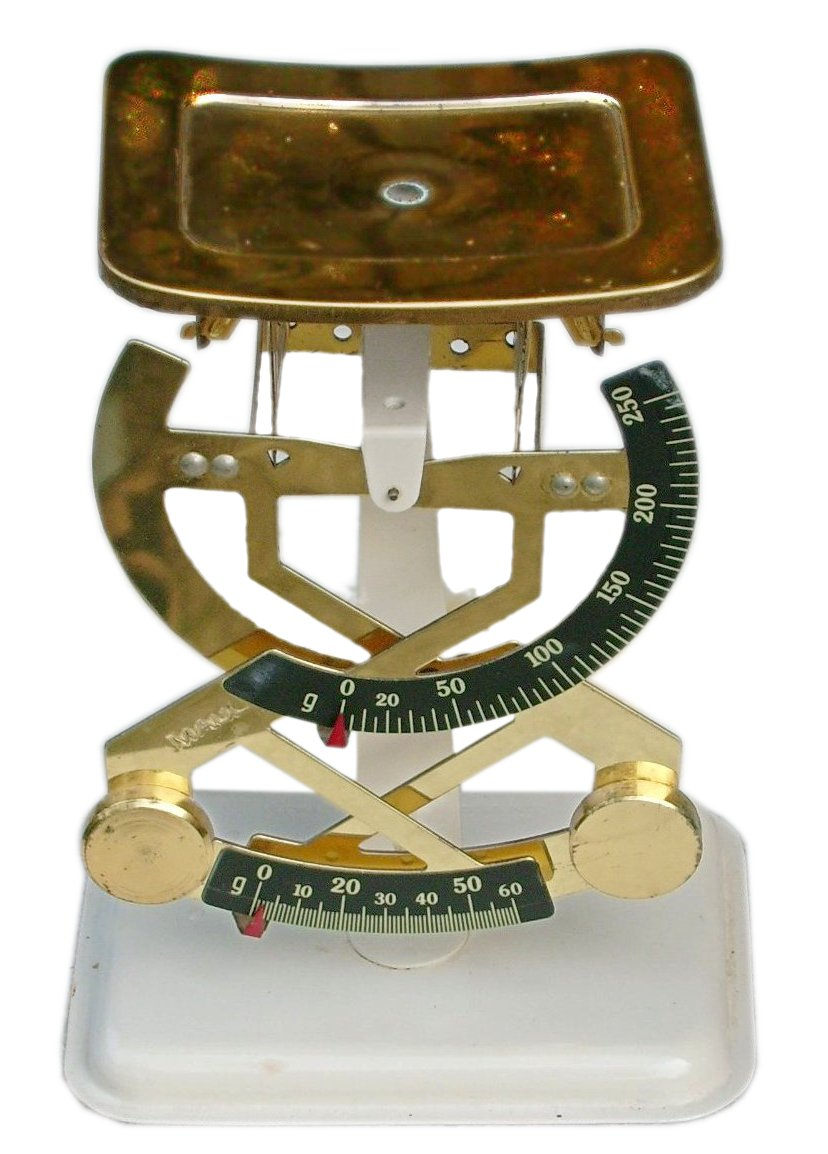
Bis 60 g zusätzlich genauer anzeigende Briefwaage aus den 1930er Jahren
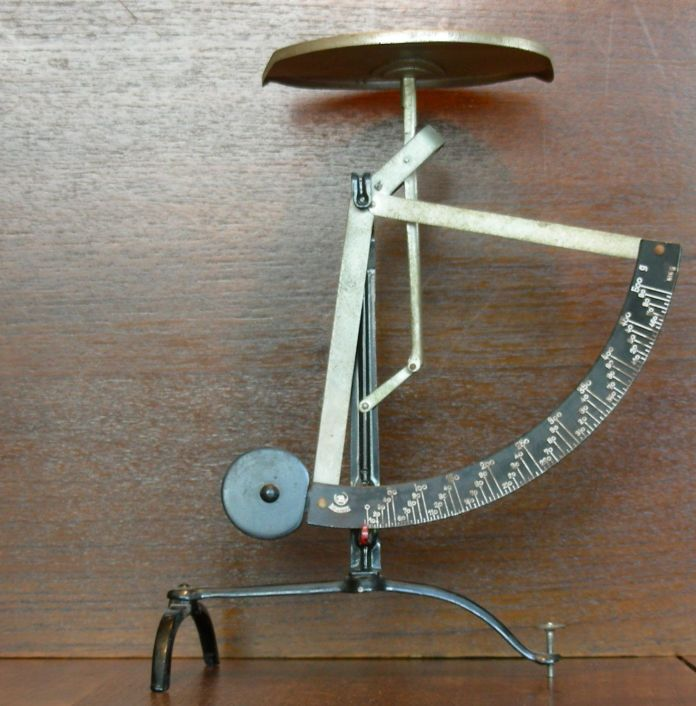
Briefwaage 1950
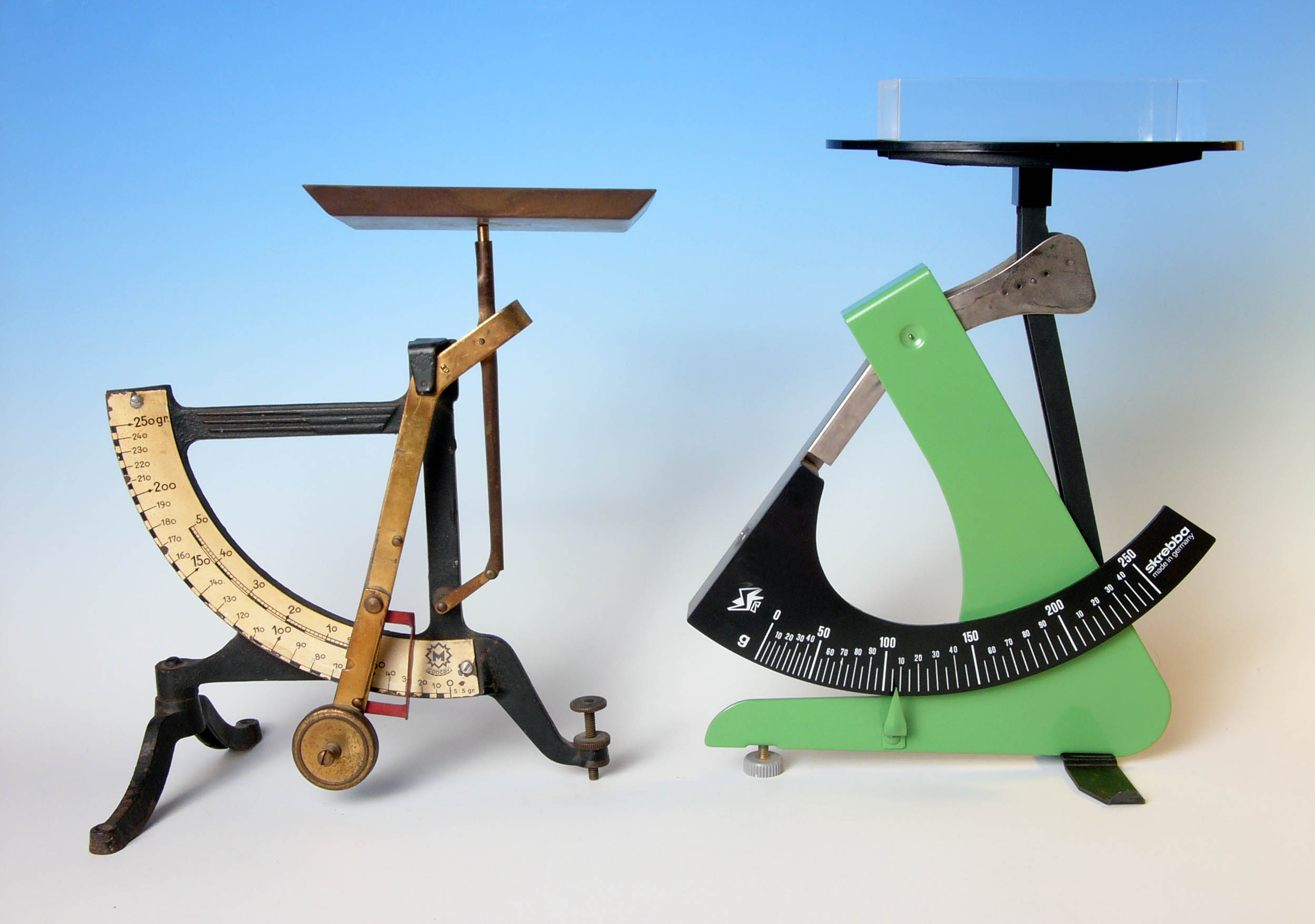
Briefwaagen 1940, 1975
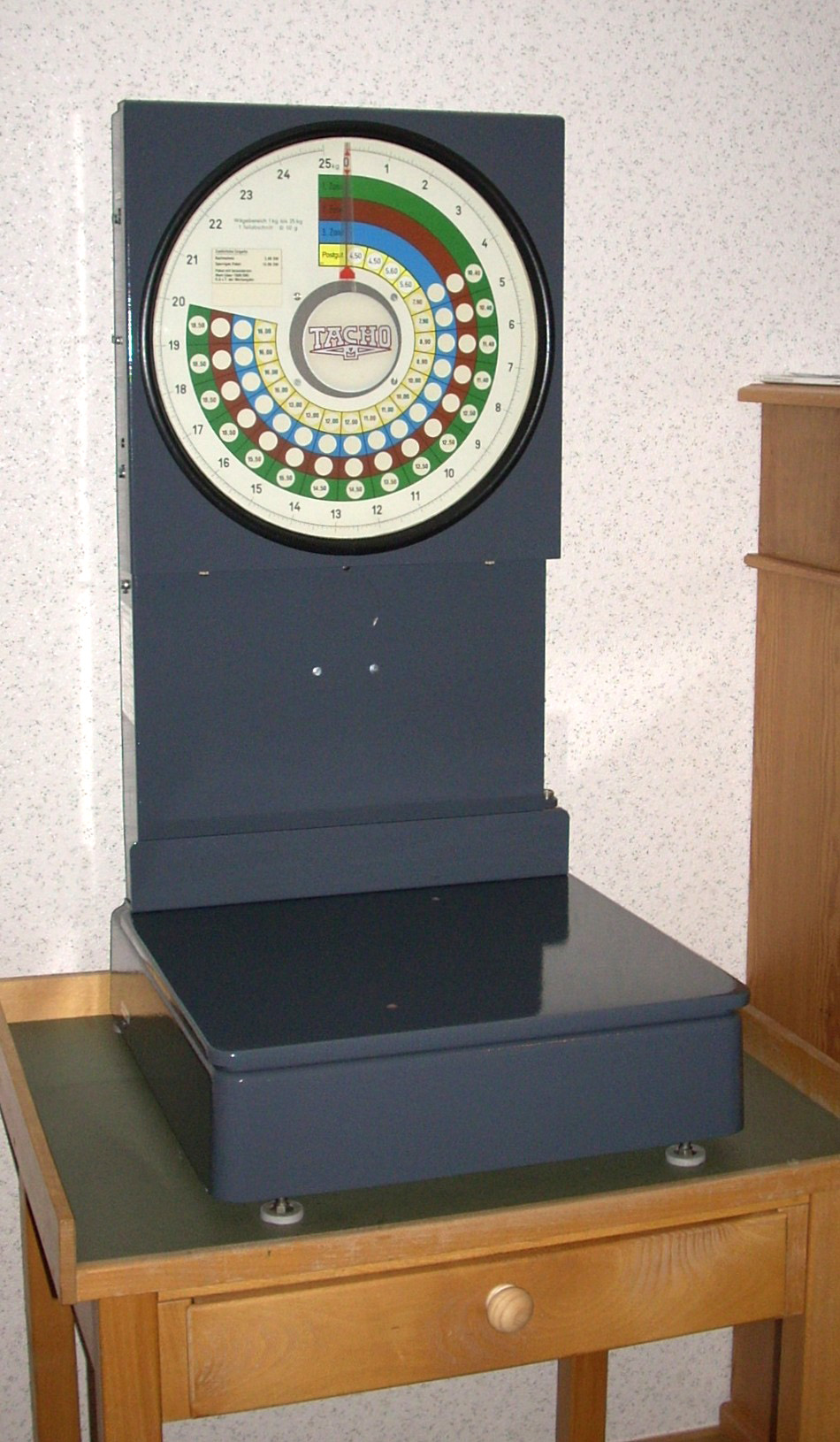
Mechanische Paketwaage bis 25 kg von 1971
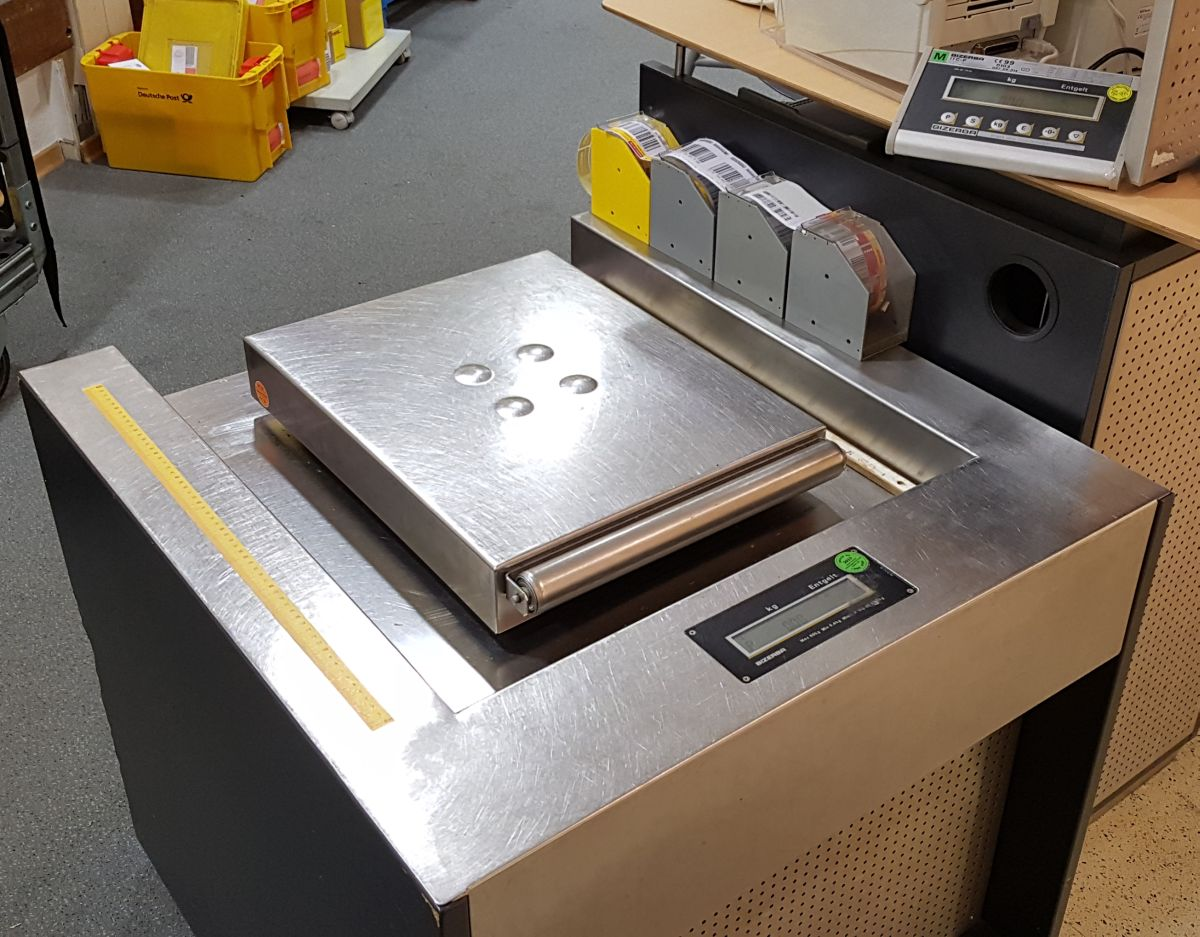
Digitale Paketwaage bis 60 kg, 2017
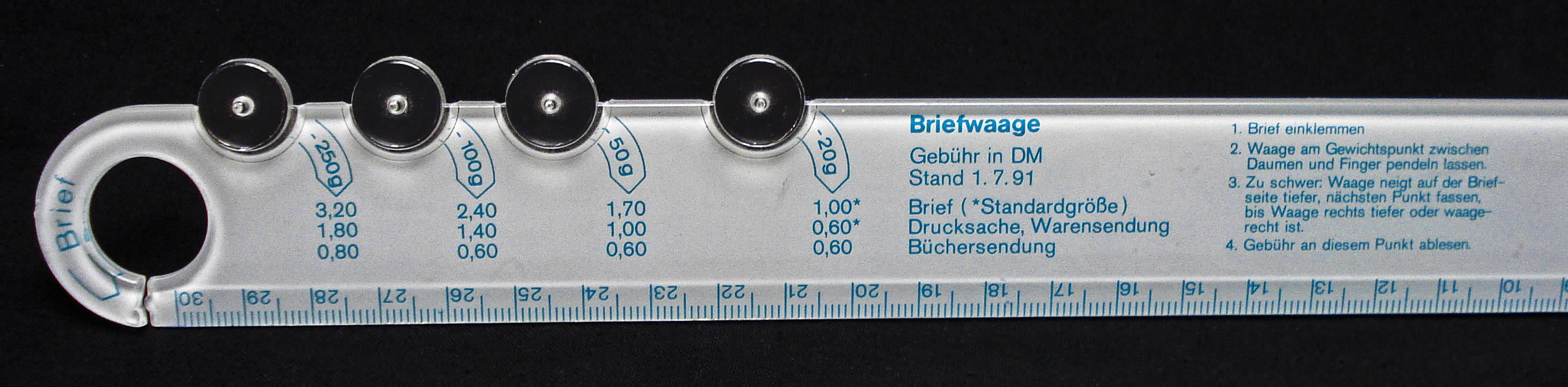
Simple Briefwaage mit Kombination eines Lineals

## Bekannte Hersteller
- Bizerba
- Jakob Maul
- Ph. J. Maul
- Neopost